# Mine de Thetford Mines
 (mars 2025).
La mine de Thetford Mines est une mine à ciel ouvert d'amiante située au Québec près de la ville de Thetford Mines.